# 14 Songs
14 Songs è il primo album da solista del cantautore e musicista statunitense Paul Westerberg, pubblicato nel 1993.

## Tracce
1. Knockin' on Mine – 3:43
2. First Glimmer – 4:55
3. World Class Fad – 3:27
4. Runaway Wind – 4:23
5. Dice Behind Your Shades – 4:11
6. Even Here We Are – 1:39
7. Silver Naked Ladies – 4:38
8. A Few Minutes of Silence – 3:17
9. Someone I Once Knew – 3:06
10. Black Eyed Susan – 3:33
11. Things – 3:21
12. Something Is Me – 2:18
13. Mannequin Shop – 3:11
14. Down Love – 2:15